# スタンダードRPGシステム
スタンダードRPGシステムとは、ファーイースト・アミューズメント・リサーチ（F.E.A.R.）が2006年に発表したテーブルトークRPGのルール体系のことである。略称はSRS。『アルシャード』シリーズ、『天羅WAR』、『世界樹の迷宮SRS』他、多数のゲームの基幹システムとして使用されている。

## 概要
2000年以降にF.E.A.R.社が開発したゲームの多くには「シーン制」や「エンゲージ」などの共通したルール概念がある。その共通部分をまとめあげ、『アルシャード』の行為判定ルールをベースに独立した汎用システムとしたものがスタンダードRPGシステムである。
スタンダードRPGシステムはウェブサイトでルールが無料で公開されており、誰でもこのルールを使用してゲームを製作することができる（ただし、データ部分については自作する必要がある）。ただし、スタンダードRPGシステムを使って作られたゲームを商業展開したい場合はF.E.A.R.社に連絡して「SRSロゴマーク」を取得しなくてはならない。
これは、アメリカのd20システムの展開を模倣したもので、スタンダードRPGシステムは規模こそ小さいもののd20システムとほぼ同じような方向性を目指しているといえる。

## システム
スタンダードRPGシステム自体は非常にシンプルなルールであり、あくまで骨格にすぎない。ゲームデザイナーはこの骨格に対して、そのゲームタイトル独自のルールを作る必要がある。ただし、基本となる「SRSベーシック」に加えて、「SRSプラグイン」というオプションルールの提供が始まっており、これを利用することも可能である。オプションルールを「プラグイン」と呼称することについては、米国の汎用システムである"Fuzion System"という先例がある。
ガープス等とは異なり、実際に商業展開されているSRS作品は、すべてその作品単体で遊ぶことができるようになっており、共通して必要な基本ルールブック等は存在しない（基本ルールブックは個別のゲーム毎に存在する）。SRSゲーム間でのルールやデータの互換性は必須にはなっていない。そのため、全てのスタンダードRPGシステムのゲームが、必ず他のゲームのサプリメントとして共用できると保証されているわけではない。とはいえ、これまで発売されたSRSのゲーム同士では、システム同士の互換に一定の注意が払われ、データの変換をサポートするルールが発表されるなど、「混ぜ合わせて遊ぶこともできる」というメリットを無視していないことが伺われる。

### キャラクターメイキング
プレイヤーキャラクターの作成はクラス制となっている。ゲームごとに用意されたキャラクタークラスの中から三つまでを選択することでキャラクターは作成される。
クラスの選択によりキャラクターの能力値がほぼ自動的に決定される。SRSベーシックでは6つの能力値を用意することが目安とされている。通常はアルシャードで採用された「体力」「反射」「知覚」「理知」「意志」「幸運」の6つであり、一部の名称が変更となることもある（「幸運」→「天下」など）。また、これらの能力値とクラス及びレベルから戦闘値を計算する。戦闘値は「命中」「回避」「魔導」「抗魔」「行動」「耐久力」「精神力」および「攻撃力」の8つを基本として、やはり一部の名称が世界観に応じて変更になることがある（「魔導」の代わりに「特性」「心魂」「術式」、「抗魔」の代わりに「抵抗」「抗術」など）。
各クラスのレベルの合計が、総合的なキャラクターのレベルとなる方式を取っており、例えば、ファイター３レベル、機甲猟兵３レベル、武芸者１レベルのキャラクターであれば、キャラクターレベルは７となる。このキャラクターレベルはゲームによっては、クエスターレベル、術者レベル、グランドレベル等と呼称される。
マルチクラス制のゲームである場合、個別のクラスのレベルを上昇させることができ、キャラクターレベルも同様に上昇する。クラスのレベルの上昇によって、戦闘値も上昇するが、その伸びは「クラス修正表」によってクラスごとに異なる。乱数幅の狭い2d6ベースのシステム（後述）において、このクラス修正表の存在が、緩やかかつ着実な成長を担保し、高レベルまでの冒険も可能としている。
また、クラスごとに専用の「特技」等といわれる特殊能力が習得できる。「特技」も一部のクラスを除いて、そのクラスのレベルを上昇させることによって追加取得が可能である。
クラスや「特技」の具体的なデータの中身は「SRSベーシック」には存在はしない。この部分はデザイナーが世界観に添った形で別個にデザインする必要がある。
クラスは各ゲームのサプリメント等でも追加され続けており、2010年4月現在で約230種類のクラスが存在している。

### 行為判定
行為判定は上方判定に属する。使用されるランダマイザーは六面体ダイス二つ（以後2d6と表記）である。
「2d6+能力値」で得た数値が行為判定の目標値以上ならば判定は成功とみなされる。なお、2d6で出た出目が12ならばクリティカル、2ならばファンブルとなる。なお、クリティカルとファンブルが発生する出目の条件は、特技等によって変化する。

### シナリオの進行
シナリオの進行にはシーン制が採用されている。
また、1回のセッションはオープニング、ミドル、クライマックス、エンディングの4つのフェイズに分けられ、1回のセッションで1本のシナリオを確実に消化することを目指す仕組みになっている。

### 戦闘ルール
戦闘ルールはスタンダードRPGシステムの骨格そのものでは限定されていないが、「SRSプラグイン」として戦闘ルールのサンプルが用意されている。
SRSプラグインによる戦闘ルールは、F.E.A.R.の多くのゲームで使われている「エンゲージ」の概念が使用されている。エンゲージとは戦闘時のキャラクターが近接戦闘を行っているとき、乱戦状態になっているキャラクターたちを「一つのユニット」として扱うルールであり、ウォー・シミュレーションゲームにおける「スタック」の概念に近い。
弓や銃による長射程攻撃や魔法による範囲攻撃を手軽に、しかし単調にならないように処理できるようにしたシステムである。

### ダメージ属性
SRSベーシック中では規定されていないが、実際のSRSのゲームでは、ダメージには攻撃手段に応じたダメージ属性というデータが付与され、防具等に設定されている対応する属性の防御修正を差し引くことで、最終的なダメージが適用される。
ダメージ属性は、アルシャードで採用された〈斬〉〈刺〉〈殴〉〈炎〉〈氷〉〈雷〉〈光〉〈闇〉〈神〉が、後続のほとんどのゲームでも採用されている。但し、〈神〉が〈無〉に差し替えられている（世界樹の迷宮SRS）など一部が変更されている場合や、〈物〉〈術〉〈縫〉など全く別のダメージ属性が採用されている場合もある（モノトーンミュージアム）。

### ブレイクスルー
各作品世界の特徴を再現するため、これまでSRSを採用したゲームはそれぞれ異なるブレイクスルー（状況打破）のためのシステムを備えている。
互換性確保のため、他のゲームにコンバートした際にどのブレイクスルー能力を与えるかの変換ルールが用意されている場合もある（風の聖痕RPGやまじしゃんず・あかでみいRPGのキャラクタークラス用の加護など）。
SRSを用いた各ゲームのブレイクスルーのためのシステムは以下の通り。
| ゲーム名                                   | ブレイクスルー       | 説明                                                                                                |
| ------------------------------------------ | -------------------- | --------------------------------------------------------------------------------------------------- |
| アルシャード・フォルティッシモ             | 加護                 | 神の欠片シャードによってもたらされる“死せる神々の”力                                                |
| アルシャード・ガイアRPG                    | 加護                 | 神の欠片シャードによってもたらされる“死せる神々の”力                                                |
| アルシャードセイヴァーRPG                  | 加護                 | 神の欠片シャードによってもたらされる“死せる神々の”力                                                |
| 天羅WAR                                    | 業システム           | 「物語」が嘉賞される10th-TERRAの世界を表すロールプレイ支援システム                                  |
| 風の聖痕RPG                                | 絆効果               | キャラクターのコネクション（人間関係）に応じて発揮される絆の力                                      |
| 神曲奏界ポリフォニカRPG                    | 絆効果               | キャラクターのコネクション（人間関係）に応じて発揮される絆の力                                      |
| トリニティ×ヴィーナスSRS                   | アドバンスドVIP      | 効果のカスタマイズで「自分だけの必殺技」が表現可能                                                  |
| まじしゃんず・あかでみいRPG                | 因果改変             | キャラクターが「衝動」的に行動した回数を代償として発動                                              |
| 天下繚乱RPG                                | 奥義                 | 加護と同等の効果をもつ、時代劇のヒーローとしての力                                                  |
| 世界樹の迷宮SRS                            | フォーススキル       | 原作同様、各クラス固有で使用できる強力なスキル                                                      |
| モノトーンミュージアムRPG                  | 逸脱能力             | 世界の理から外れることで使用できる異能の力。使用回数に制限はないが使いすぎるとNPC化するリスクがある |
| メタリックガーディアンRPG                  | 加護                 | ALTIMAとリンケージの共振によって発現する、人智を超えた特異現象                                      |
| トワイライトガンスモーク                   | オーヴァードライブ   | 地球環境ナノマシン“デイブレイク”の干渉によって発生する事象改変、小さな奇跡                          |
| フルメタル・パニック!RPG                   | SA(スペシャルアーツ) | プロフェッショナル中のプロフェッショナルだけが使いこなせる人間離れした技量や才能                    |
| チェンジアクションRPG マージナルヒーローズ | HF(ヒーローフォース) | ヒーローやヴィラン問わずキャラクターが持つ超人的な力                                                |

## スタンダードRPGシステムを使用したゲーム
- アルシャード・フォルティッシモ
- アルシャード・ガイアRPG
- アルシャードセイヴァーRPG
- 天羅WAR
- 風の聖痕RPG
- 神曲奏界ポリフォニカRPG
- トリニティ×ヴィーナスSRS
- まじしゃんず・あかでみいRPG
- 天下繚乱RPG
- 世界樹の迷宮SRS
- モノトーンミュージアムRPG
- メタリックガーディアンRPG
- トワイライトガンスモーク
- フルメタル・パニック!RPG
- チェンジアクションRPG　マージナルヒーローズ

## 誕生の経緯
スタンダードRPGシステムの原型となったものは、2002年に発売された『アルシャード』（第一版）である。『アルシャード』の企画者である井上純弌は、当時の日本の異世界ファンタジーTRPGには、コンピュータRPGでよくあるような「銃やロボットなどのSF的なガジェットと、剣や魔法などの前近代のガジェットが共存する無国籍風ファンタジー」を目指した作品がほとんどなく、異世界ファンタジーといえば『指輪物語』の延長のような"中世ヨーロッパ風の剣と魔法の世界観"に根ざした保守的なものが中心になっており、上記のようなコンピュータRPG的な世界観はイロモノ扱いされていることにかねてから不満を持っていた。
そして、このような世界観はTRPGの世界でも実際には広い需要があるはずだから真面目に遊べるゲームを作るべきだ、という目的から『アルシャード』というゲームが作られることになった。この際、井上は上記のような日本製コンピュータRPG的な世界観のことを「新世紀スタンダードファンタジー」と名付けている（このネーミングが「スタンダードRPGシステム」の命名に少なからず影響を与えていると思われる）。
「新世紀スタンダードファンタジー」の潜在需要は広いという事を前提にしているため、『アルシャード』のゲームシステムにはとにかく誰でも遊ぶことができるプレーンなものが求められていた。井上の依頼を受けてゲームシステムを作り出した遠藤卓司は、井上の希望を正確に汲み取り、システムそのものはプレーンながらも単調なものでなく、また、システムそのものではなくクラスデータにより世界観の独自性を表現できるルールシステムを構築した。『アルシャード』発売後、そのゲームシステムは高く評価されることになるが、この時点ではこのゲームシステムはあくまで『アルシャード』のためにあるものという以上の認識を井上や遠藤が持つことはなかった。
『アルシャード』のシステムをスタンダードRPGシステムへと展開させるきっかけとなったのは菊池たけしである。菊池は学生時代から「一つのコアとなるゲームシステムに、データや追加ルールをいくつかくっつけることで、全く異なる世界観のゲームを遊ぶことができる」という、いわゆるTRPGの汎用システムに相当する構想をしており、『セブン＝フォートレスRPG』のゲームシステムを作成していた時も、商品化の目処がないままに同一システムで動かすことができるほかの世界観とルールを構築していた。この構想は当時実現には至らなかったのだが、菊池が『アルシャード』のリプレイ「オーディンの槍」のGMを担当した際、そのシステムに感銘を受け、このシステムを使えばかつてやりたかったことができるとして、井上を説得した。そして発案者である菊池が『アルシャードガイアRPG』を手がけることでスタンダードRPG構想が動き出したのである。

## 文献
- ゲーマーズ・フィールド別冊Vol.14 特集・スタンダードRPGシステム (ゲームフィールド 2007年7月 ISBN 978-4-86224-021-7)

井上純弌、鈴吹太郎、三輪清宗による座談会、遠藤卓司による論文「SRS攻略ガイド」を収録。